# Скамакка, Джанлука
Джанлу́ка Скама́кка (итал. Gianluca Scamacca; родился 1 января 1999 года, Рим, Италия) — итальянский футболист, нападающий клуба «Аталанта» и сборной Италии. Участник чемпионата Европы 2024.

## Клубная карьера
Скамакка — воспитанник клуба «Рома» из своего родного города. В начале 2016 года Джанлука подписал контракт с нидерландским ПСВ, присоединившись к его молодёжной команде. 22 января в матче против «ВВВ-Венло» он дебютировал в Эрстедивизи, заменив во втором тайме Стивена Бергвейна. В начале 2017 года Скамакка вернулся на родину, став игроком «Сассуоло». 29 октября в матче против «Наполи» он дебютировал в Серии A.
В начале 2018 года для получения игровой практики Скамакка на правах аренды перешёл в «Кремонезе». 3 февраля в матче против «Про Верчелли» он дебютировал в итальянской Серии B. 14 апреля в поединке против «Палермо» Джанлука забил свой первый гол за «Кремонезе».
Летом того же года Скамакка был отдан в аренду в ПЕК Зволле. 2 сентября в матче против «Гронингена» он дебютировал в Эредивизи. Летом 2020 года Скамакка был арендован клубом «Асколи». 24 августа в матче против «Трапани» он дебютировал за новую команду. В этом же поединке Джанлука забил свой первый гол за «Асколи». Летом 2020 года Скамакка был арендован «Дженоа». 19 октября в матче против «Эллас Верона» он дебютировал за новый клуб. 4 ноября в поединке против «Торино» Джанлука забил свой первый гол за «Дженоа». По окончании аренды он вернулся в «Сассуоло».
27 июля 2022 года Скамакка подписал контракт с английским «Вест Хэм Юнайтед». Контракт рассчитан до лета 2027 года. Стоимость футболиста составила 36 миллионов евро в виде гарантированного платежа, а также 6 миллионов евро в виде бонусов. Также «Сассуоло» получит 10% дохода от возможной продажи футболиста. 7 августа в матче против «Манчестер Сити» он дебютировал в английской Премьер-лиге. Свой первый гол Скамакка забил 18 августа в матче Лиги конференций УЕФА в ворота датского «Виборга». В Премьер-лиге форвард впервые отличился 1 октября, поразив ворота «Вулверхэмптон Уондерерс». В январе 2023 года Скамакка получил травму колена, требующую хирургического вмешательства. Таким образом футболист досрочно завершил выступления в сезоне, а также пропустил финал Лиги конференций, где «Вест Хэм» обыграл итальянскую «Фиорентину» со счетом 2:1.
7 августа 2023 года итальянский клуб «Аталанта» объявил о подписании контракта нападающим. В своем третьем матче в составе нового клуба Скамакка забил два мяча в ворота «Монцы», открыв счет своим голам за «Аталанту». 30 октября Джанлука снова отметился «дублем» в игре с «Эмполи».

## Карьера в сборной
В 2015 году в составе юношеской сборной Италии Скамакка принял участие в юношеском чемпионате Европы в Болгарии. На турнире он сыграл в матчах против команд Ирландии, Нидерландов, Франции и Хорватии.
В 2016 году Скамакка во второй раз принял участие в юношеском чемпионате Европы в Азербайджане. На турнире он сыграл в матче против команды Сербии. В это же поединке Джанлука забил гол.
В 2018 году в юношеской сборной Италии Скамакка завоевал серебряные медали юношеского чемпионата Европы в Финляндии. На турнире он сыграл в матчах против команд Норвегии, Финляндии и дважды Португалии. В поединке против португальцев Джанлука забил два гола.
В 2019 году в составе молодёжной сборной Италии Скамакка принял участие в молодёжном чемпионате мира в Польше. На турнире он сыграл в матче против команд Польши, Мали и Украины.
В 2021 году Скамакка в составе молодёжной сборной Италии принял участие в молодёжном чемпионате Европы в Венгрии и Словении. На турнире он сыграл в матчах против команд Чехии, Словении и Португалии. В поединках против чехов и португальцев Джанлука забил по голу.
8 сентября 2021 года в отборочном матче чемпионата мира 2022 против сборной Литвы Скамакка дебютировал за сборную Италии.

## Статистика выступлений

### Клубная статистика
| Клуб             | Сезон               | Чемпионат           | Чемпионат | Чемпионат | Кубок | Кубок | Еврокубки | Еврокубки | Другие | Другие | Всего | Всего |
| Клуб             | Сезон               | Лига                | Игры      | Голы      | Игры  | Голы  | Игры      | Голы      | Игры   | Голы   | Игры  | Голы  |
| ---------------- | ------------------- | ------------------- | --------- | --------- | ----- | ----- | --------- | --------- | ------ | ------ | ----- | ----- |
| Йонг ПСВ         | 2015/16             | Эрстедивизи         | 2         | 0         | –     | –     | –         | –         | –      | –      | 2     | 0     |
| Йонг ПСВ         | 2016/17             | Эрстедивизи         | 1         | 0         | 0     | 0     | –         | –         | –      | –      | 1     | 0     |
| Йонг ПСВ         | Всего за «Йонг ПСВ» | Всего за «Йонг ПСВ» | 3         | 0         | 0     | 0     | 0         | 0         | 0      | 0      | 3     | 0     |
| Сассуоло         | 2017/18             | Серия A             | 3         | 0         | –     | –     | –         | –         | –      | –      | 3     | 0     |
| Кремонезе        | 2017/18             | Серия B             | 14        | 1         | –     | –     | –         | –         | –      | –      | 14    | 1     |
| ПЕК Зволле       | 2018/19             | Эредивизи           | 8         | 0         | 2     | 0     | –         | –         | –      | –      | 10    | 0     |
| Асколи           | 2019/20             | Серия B             | 33        | 9         | 2     | 4     | –         | –         | –      | –      | 35    | 13    |
| Дженоа           | 2020/21             | Серия A             | 26        | 8         | 3     | 4     | –         | –         | –      | –      | 29    | 12    |
| Сассуоло         | 2021/22             | Серия A             | 28        | 13        | 2     | 0     | –         | –         | –      | –      | 30    | 13    |
| Сассуоло         | Всего за «Сассуоло» | Всего за «Сассуоло» | 31        | 13        | 2     | 0     | 0         | 0         | 0      | 0      | 33    | 13    |
| Всего за карьеру | Всего за карьеру    | Всего за карьеру    | 115       | 31        | 9     | 8     | 0         | 0         | 0      | 0      | 124   | 39    |

### Статистика за сборную
| Национальная сборная | Год   | Игры | Голы |
| -------------------- | ----- | ---- | ---- |
| Сборная Италии       | 2021  | 2    | 0    |
| Всего                | Всего | 2    | 0    |

## Достижения

### Командные
«Вест Хэм Юнайтед»
- Победитель Лиги конференций УЕФА: 2022/23

«Аталанта»
- Победитель Лиги Европы УЕФА: 2023/24

Сборная Италии (до 19 лет)
- Серебряный призёр юношеского (до 19 лет) чемпионата Европы: 2018

### Личные
- Лучший бомбардир Кубка Италии (2): 2019/20[35], 2020/21[36]